# Yusuf Atılgan
Yusuf Atılgan (* 27. Juni 1921 in Manisa; † 9. Oktober 1989 in Istanbul) war ein türkischer Schriftsteller.

## Leben
Yusuf Ziya Atılgans Vater war in Manisa ein Steuerbeamter, dessen Familie 1878 aus Thessalien übersiedeln musste. Als im Griechisch-Türkischen Krieg Manisa von den Griechen zerstört wurde, zog die Familie in das nahegelegene Dorf Hacırahmanlı und betrieb Landwirtschaft. Atılgan besuchte in Manisa die Mittelschule und ging danach für das Abitur in ein Internat in Balıkesir. Er studierte, um Lehrer zu werden, Literatur in Istanbul an der İstanbul Üniversitesi und, da ihm ein Stipendium fehlte, an der Lehrerfortbildungsanstalt der Armee. Den stärksten Einfluss während des Studiums hinterließ bei ihm Ahmet Hamdi Tanpınar.
Bei der Armee arbeitete er 1945 ein Jahr lang mit Begeisterung als Lehrer an der Kadettenanstalt „Maltepe Askeri Lisesi“ in Akşehir. Er wurde aber als Kommunist beschuldigt, von einem Militärgericht zu sechs Monaten Haft verurteilt und aus der Armee entlassen. Atılgan zog sich danach auf das Land zurück. Nach fruchtlosen Versuchen in der Landwirtschaft machte er mehrere Anläufe, einen Roman zu schreiben, der kein Dorfroman werden sollte, und veröffentlichte 1958 den Müßiggänger („Aylak Adam“). Den Roman Anayurt Oteli veröffentlichte er 1973 nach einer 8-jährigen Schaffenspause. 1976 ging er nach Istanbul, wo er für verschiedene Verlage als Übersetzer und Lektor arbeitete, wobei ihm Ülkü Tamer zu Aufträgen aus dem Verlagshaus Milliyet und Karacan verhalf.
Seine Auffassung von Realismus in der Literatur formulierte er so:
Ich versuche die Situation der Romanfiguren mit eher unwichtigen Ereignissen und konkreten Einzelheiten wiederzugeben. Abstrakte Analysen sind mir zuwider. Akribisch lasse ich mich auf Details ein.
1958 erhielt er beim Yunus-Nadi-Preis einen Zweiten Preis für Aylak Adam. Für Bodur Minareden Öte (1960) erhielt er den Sait-Faik-Preis.
Mit seiner zweiten Frau Serpil, die er 1976 geheiratet hatte, hatte er einen Sohn Mehmet, der 1979 geboren wurde.

## Film
Anayurt Oteli wurde 1986 von Ömer Kavur verfilmt, beim International Istanbul Film Festival ausgezeichnet und erhielt 1987 bei den Internationalen Filmfestspielen von Venedig den Europäischen FIPRESCI-Preises.

## Werke
- Der Müßiggänger. Aus dem Türk. von Antje Bauer. Nachw. von Yüksel Pazarkaya. Unionsverlag, Zürich 2007 (Türkische Bibliothek) ISBN 978-3-293-10008-4. (Aylak Adam)
- Hotel Heimat. Aus dem Türk. von Hanne Egghardt. Hamburg : Galgenberg 1985 ,  ISBN 3-925387-05-6. (Anayurt Oteli)
- Canistan (tr), posthum 2000.